# ヘンリー・エイヴリー
ヘンリー・エイヴリー（英: Henry Every または Avery、1659年? - 1696年?）は、インド洋で活動していたイギリス出身の海賊。第1回目の海賊周航で活躍した。その業績により大海賊や海賊王などの渾名で知られる。
ヘンリ・エイヴァリ、ヘンリー・エヴリーなどとも表記される。

## 経歴

### 生い立ち
エイヴリーの出自については殆ど知られていない。ジャマイカの裕福な船主の家に生まれたとか、プリマスの宿屋の家に生まれた等様々な説がある。
エイヴリーは1689年に初めて記録に現れる。その記録はエイヴリーが海軍の候補生として軍艦ルパート号に乗船していたという事実を伝えている。海賊になるまでのエイヴリーについて分かっていることは断片的であるが、海軍時代には著名なビーチーヘッドの戦いにも従軍していたという記録が残っている。海軍除隊後は結婚し、カンペチェ湾のログウッド運搬船や私掠船で働き奴隷貿易にも携わっていた。
1692年、スペインのラ・コルーニャの洋上で私掠船チャールズ2世号の航海士助手であったエイヴリーは、賃金の不払いを理由に反乱を起こした。当時イングランドは、同盟関係にあったスペインとの合同事業により、カリブ海へ船団を送りこむ予定だった。しかし諸事情により計画は延期を重ねることになり、結果的に乗組員の間に不満を募らせることとなった。
結果的に反乱は頓挫し不満は解消されなかったため、エイヴリーの提案によりインド洋で海賊をやることになった。この時エイヴリーは船長に選任され、同時に船名を『チャールズ2世』から『ファンシー』へ改名した。

### 海賊史に残る掠奪

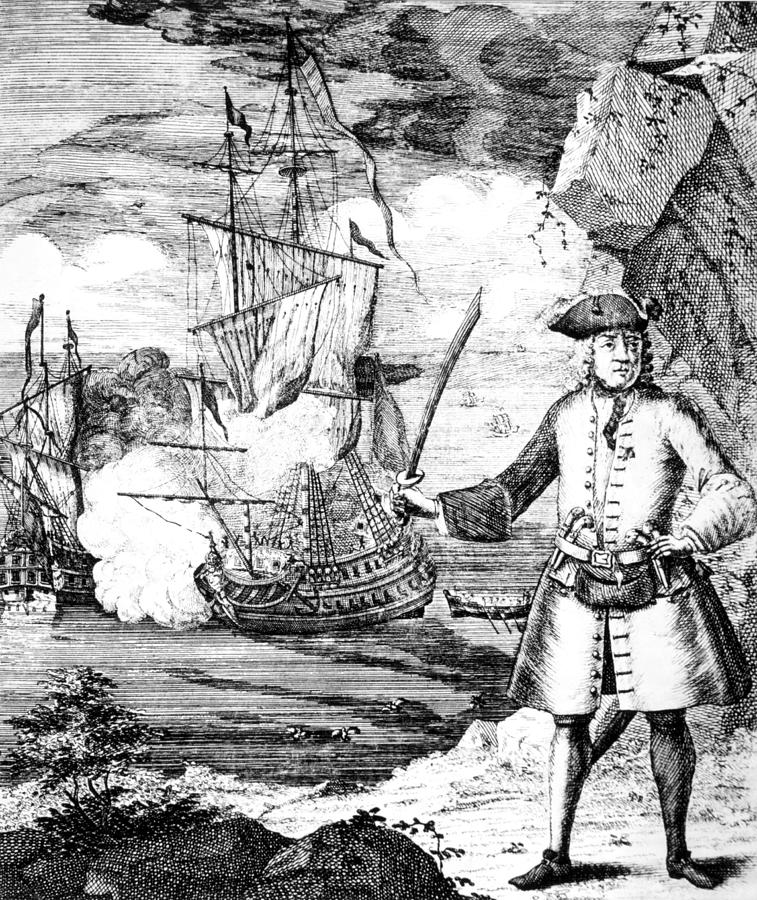
エイヴリーによって拿捕されるガンジ=イ=サワイ号

スペインを脱出したエイヴリーは西アフリカで活動後インド洋を目指して喜望峰を周り、たどり着いた先のマダガスカルやコモロ諸島でクルーの引き抜きと装備の補給を行った。エイヴリーは財宝を求めて紅海のアデン湾に位置するグアルダフィ岬にやってきたところ、偶然ムガール帝国の船を襲撃するためにこの海域を訪れていた海賊トマス・テューの船団と遭遇する。
当時この海域はインドから聖地メッカへの巡礼船団が通っており、そういった船は財宝を積んでいることが多く海賊たちの格好の標的になっていた。目的を同じくする2人は、そこで意気投合して2つの海賊団を1つに統合し、エイヴリーはその船団を率いることになった 。エイヴリー・テュー連合は6隻の船舶に440人の水夫で構成されており、そこにはテューの主船アミティも含まれていた。
合流した海賊団は紅海の入り口を狩場に定めた。まもなくひとつの巡礼船団が監視網を破り本国のインドに向ったという報告がもたらされた。エイヴリーはすぐさまその船団を追跡しスラートとムンバイの間の海域で巡礼船『ファテー・ムハンマド』を捕らえた。ファテー・ムハンマドを捕らえたのはテューのアミティ号であるが、自身は戦闘中に腹に砲弾が直撃して死亡した。ファテー・ムハンマドはムガール帝国の大商人アブドュル・ガフールが所有する船で5万から6万ポンド相当の財宝を積んでいたとみられている。
エイヴリーは逃走した船団のうちの1隻であるムガール帝国皇帝アウラングゼーブの持ち船『ガンジ=イ=サワイ』（ガンズウェイ号）を捕らえた。ガンジ=イ=サワイは700トンの大型船で船には80門の大砲が備え付けられており、200人の水夫のほか400人-500人の火縄銃で武装した兵士が乗り込んでいた。ファンシー号によって船のマストを破壊され航行不能になったガンジ=イ=サワイはエイヴリーらに乗り移られて長い戦闘の末に降伏した。一味は船上で暴虐の限りを尽くしたといい、貞操を破られた女性たちは自殺に追い込まれた。この襲撃で海賊が得た富は32万5000ポンドから60万ポンドと推定される。
一味はファテー・ムハンマド号とガンズウェイ号から現代の価値で2億ドルに上る財宝を略奪した。

### 分配
一味はムガール船から略奪した財宝を分配するためインド洋のレユニオン島に向かった。戦利品の構成は50万枚のコイン、宝石類などであり、これらは全てムガール帝国の皇帝へ贈られるはずだった。財宝の分配率は180人に対して一口1000ポンド、1人あたり970ポンド、400名に対して1000ポンドなど記録により様々である｡いずれにせよ海賊は1人あたり当時の海軍水夫の給料75年分に相当する金銭を受けとった計算になる。18才以下の船員には1人あたり500ポンド、14才以下の一部には1人あたり100ポンドが配られた。

### 逃亡と最期

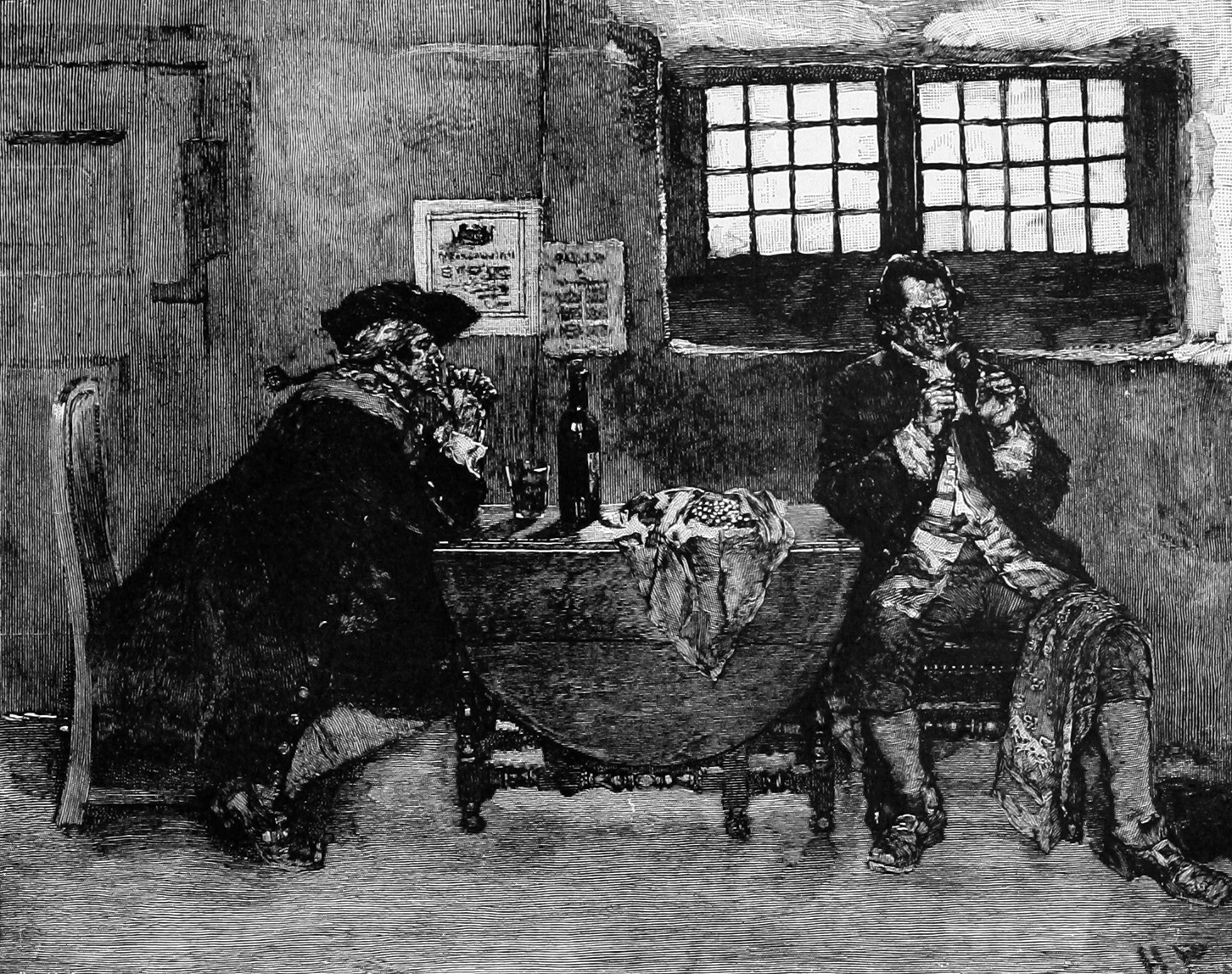
宝石を売却するエイヴリー

財宝の分配が終了した一味はポルトガル領のサントメ・プリンシペを経由してカリブ海のバハマに位置するエリューセラ島に向かった。
この地の総督を務めるニコラス・トロットには、ファンシー号はただの奴隷貿易船であると嘯き入港を求めた。トロット自身もその説明を真に受けたとは思えないが、エイヴリーから入港許可を求められる際に同時に賄賂を渡されていたのでそれ以上の追及はなされなかった。
入港したバハマで海賊団は解散、一味は各々世界各地に散らばった。彼らの行方については様々で、逮捕されて裁判に掛けられ絞首刑にされた者もいれば、海賊に戻った者、さらには治安判事になった者までいる。
エイヴリーのその後については、1696年6月にヘンリー・ブリッジマンの偽名を名乗ってアイルランドのダンファナイーに逃走したところまでは分かっている。しかし、イギリス政府、東インド会社からそれぞれ500ポンドの賞金を懸けられていた賞金首だったにもかかわらずその後の運命に関しては不明である。

#### 「王国」の伝説
前述の通りエイヴリーの最後は不明であるが、彼がイギリスからの手配を免れてマダガスカルのセント・マリー島に王国を立ち上げたという説が当時から広まっていた。その王国ではエイヴリーによって任命された指揮官たちが要塞や32隻の武装艦隊を率いているとされた。当時のアメリカやヨーロッパの人々はエイヴリーをセント・マリー島に君臨する海賊王か皇帝だと考えていた。
1708年に出版された『Some Memoirs Concerning that Famous Pyrate Capt. Avery』（著者不明）は、エイヴリーを指導者とする海賊の一群がマダガスカルに民主的な「海賊共和国」を建国して平和に暮らしていると伝えた。ただし、「エイヴリーがマダガスカルに王国を築いた」という話はこの書物が出版される以前から存在していた。
1709年に出版された伝記本『The Life and Adventures of Captain John Avery』でも同様な話が語られている。この本はエイヴリーに捕獲され、不本意ながら一時的に海賊として活動していたオランダ人アドリアン・ファン・ブルック船長の手記が情報源であるという。この著書に登場する出来事は現在ではフィクションだと考えられているが、当時は事実であると信じられていた。
ブルックいわく、エイヴリーは襲撃したムガル帝国の財宝船で王女と出会い彼女をマダガスカルのセント・マリー島に連れて行った。この島で海賊たちによる民主的な政府が樹立され、エイヴリーがそのトップに据えられたという。
そうして建国された王国には国民である海賊たちの合意によって法律が制定され、要塞や都市を築いてマダガスカル先住民を打倒し勢力を拡大していくが、ある日、王国No2のド・セール（de sale）という男がエイヴリーの妻を自分の女にするためにクーデターを引き起こす。エイヴリーを指導者の地位から引きずり下ろすために、情報戦を仕掛けて勢力を拡大させていくが最後は失敗に終わり、ド・セールらは串刺しの刑に処される。
しかし、残酷な処刑を見せられた市民や評議会は萎縮してエイヴリーに逆らうことが出来なくなり、海賊共和国はエイヴリーの独裁体制に移行してしまう。なお、ド・セールの反乱から独裁制への移行はブルックの著書で新しく追加された内容である。
伝説が広がるにつれて、エイヴリーの王国からの使者であると名乗る人々がヨーロッパに押し掛けた。また、この伝説はロシアにまで及び、同国のピョートル大帝は「マダガスカルの植民地化」への協力者として王国の海賊に白羽の矢を立てた。
キャプテン・チャールズ・ジョンソンは著書『海賊史』上巻の中で、エイヴリーがマダガスカルに王国を建国したという話を否定した上で、自説を述べている。彼の主張では、エイヴリーは略奪品のダイヤモンドを換金しようとしたところ、詐欺師に騙されて最後は自分の棺の代金さえ支払えないほどの貧困の中で死亡したという｡しかし、当時はジョンソンよりブルックの説の方が広く信じられていた。
1713年に上演された劇作家チャールズ・ジョンソンの『The Successful Pyrate』でもこの王国が題材となっており、その劇の設定ではエイヴリーは自分の過去の行為を反省し悔い改めている。イギリスの小説家ダニエル・デフォーはこの伝説に基づいた作品『海賊王』を出版している。
また、エイヴリーの王国の伝説は『海賊史』下巻に収録されているミッソン船長の話に影響を与えた可能性がある。ミッソンはマダガスカルのアンツィラナナ湾に伝説の海賊共和国「リバタリア」を建国したとされるフランス人海賊である。ミッソンは『海賊史』以外の史料に記録がないことから、その存在と業績はおそらくジョンソンの創作であると考えられている。

## 影響

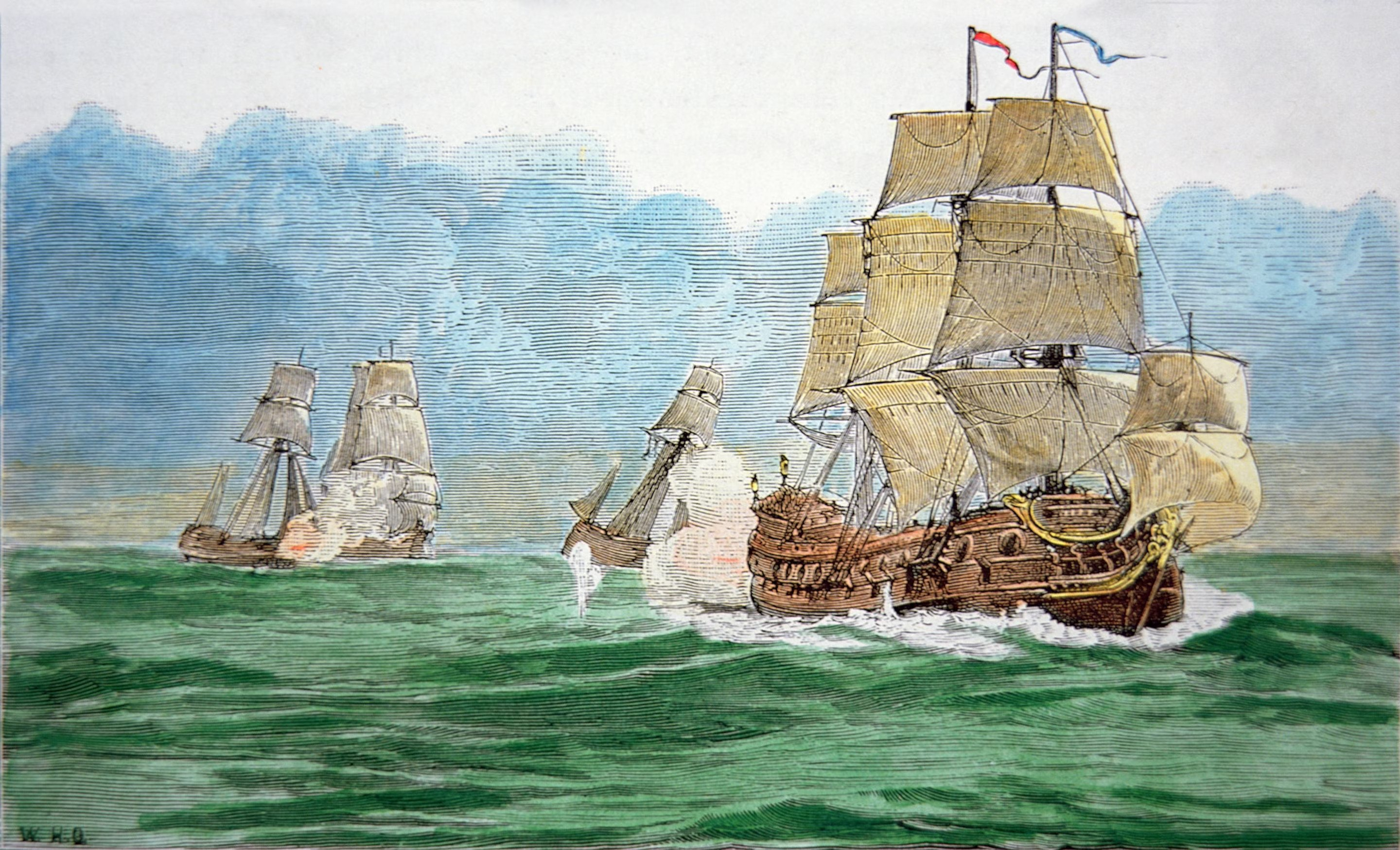
ムガル帝国の財宝船を追跡するエイヴリー（1890年）

ガンジ=イ=サワイ号略奪事件はイングランドとムガール帝国との国際問題に発展した。
エイヴリーによる凶行に激怒したムガール皇帝は自国領内からのイングランド人追放を検討したが側近の説得により実行には移されなかった。代わりに皇帝は各国の東インド会社に対して海賊から巡礼船を護衛するよう命じた。
イングランド政府はウィリアム・キッドやエイヴリーによる海賊行為の影響を受けムガール帝国との関係が険悪になり、海賊の取り締まりを本格的に進めなくてはならなくなった。1698年12月には海賊対策の一環として海賊に対する恩赦が発表されたがエイヴリーとキッドは対象外だった。
なお、2014年以降、一味が略奪したアラビアの硬貨が金属探知家によってアメリカ合衆国の各地で次々と発見されている。